# Couvent des Dames Bénédictines du Saint-Sacrement
Ne doit pas être confondu avec Bénédictines de l'Adoration perpétuelle du Très-Saint-Sacrement.
L'ancien couvent des Dames Bénédictines du Saint-Sacrement, établi dans les bâtiments de l’ancienne Communauté des Filles de Saint-Aure, actuellement immeubles d'habitation de la Résidence du Panthéon sont un ensemble inscrit Monument historique situé 24 Rue du Pot-de-Fer, 16, 18 et 20 rue Tournefort, 29 rue Lhomond dans le 5e arrondissement de Paris.

## Histoire
Le curé de la paroisse Saint-Étienne-du-Mont  fonde en 1687  rue des  Poules (actuelle rue Laromiguière) une maison religieuse pour les filles pauvres et libertines sous le nom de Communauté des Filles de Sainte-Théodore. L'abbé Lefevre réforme cette maison d'éducation et l'installe en 1700 dans une maison qu'il achète 18 rue Neuve-Sainte-Geneviève (actuelle rue Tournefort) où il fait construire une chapelle. En 1707, la communauté se met  sous la protection de saint Aure  et s’agrandit jusqu’en 1765 occupant la plus grande partie de  l’îlot. En 1753, le Dauphin Louis fait établir la règle de Saint-Augustin et attribue aux sœurs une rente de 1500 livres.
La communauté tenait un pensionnat de jeunes filles.
Le couvent est fermé à la Révolution. Les bâtiments vendus en 1796 sont utilisés comme fabrique de papier puis en partie rachetés sous la Restauration par les bénédictines de l’Adoration perpétuelle du Saint Sacrement.
Cette communauté vend l’immeuble en 1975 à un promoteur qui le rénove et détruit l’église construite en 1936- 1939 et la chapelle de 1707 remplacés par des logements. L’ancien couvent est actuellement l’ensemble immobilier la Résidence du Panthéon comprenant des bâtiments d’habitation autour d’un jardin.
Ce couvent a inspiré Victor Hugo qui l’a pris pour modèle du couvent du Petit-Picpus dans les Misérables.

## Architecture et décors
Sauf une maison du XVIIe siècle côté de la rue Lhomond, les bâtiments intérieurs entourant un jardin sont des constructions modernes. Les arcades du rez-de-chaussée évoquent celles de l'ancien cloître.
Les façades sur rue avec les portails des numéros 16 et 18 rue Tournefort datent des XVIIe siècle et XVIIIe siècle et sont inscrits à l’inventaire supplémentaire des Monuments historiques.
Le bâtiment du n° 20 rue Tournefort a été construit en 1760 par l’architecte Claude-Martin Goupy.

Ancien couvent de la communauté des Filles de Saint-Aure
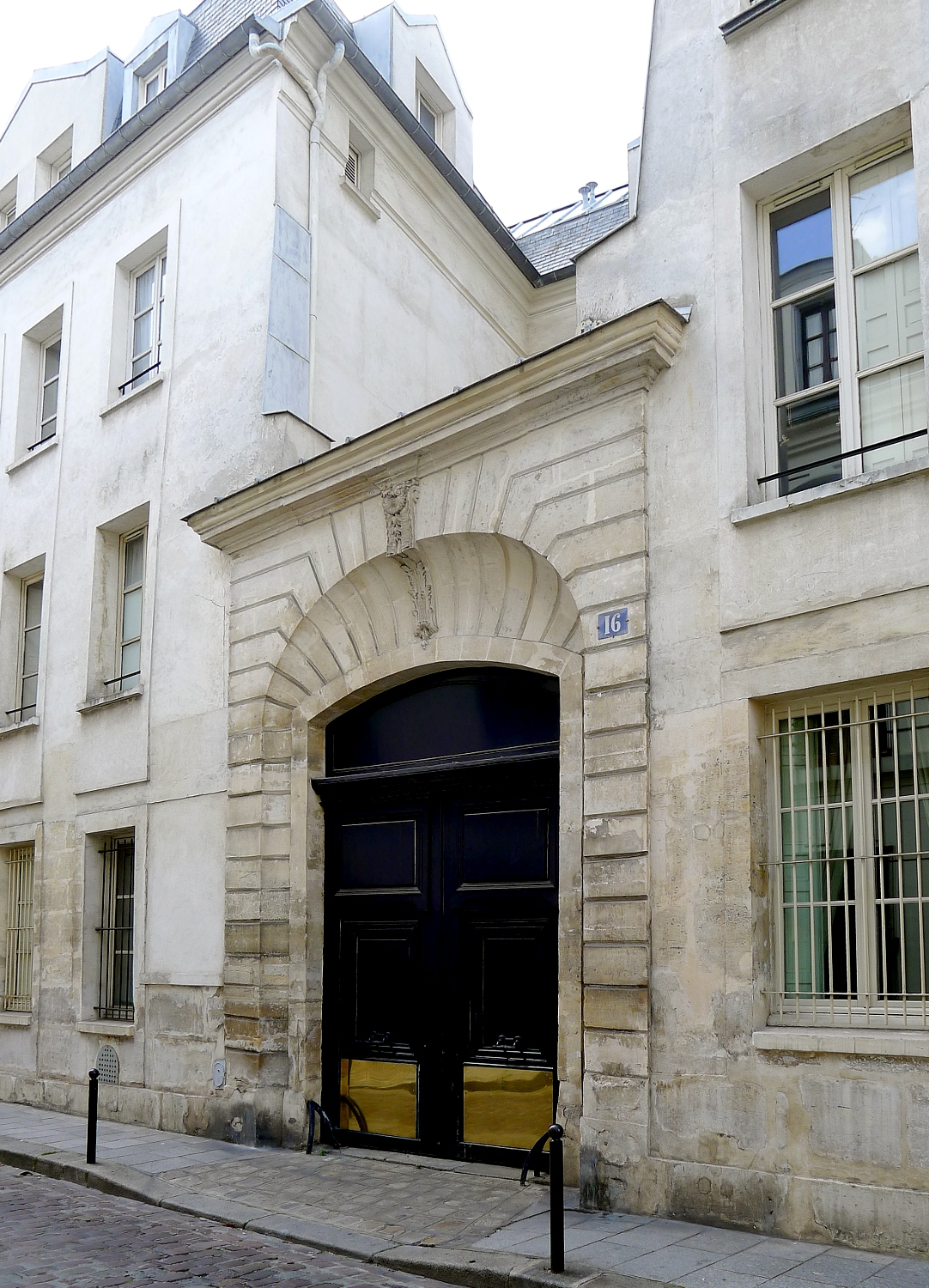
Portail du 16 rue Tournefort.
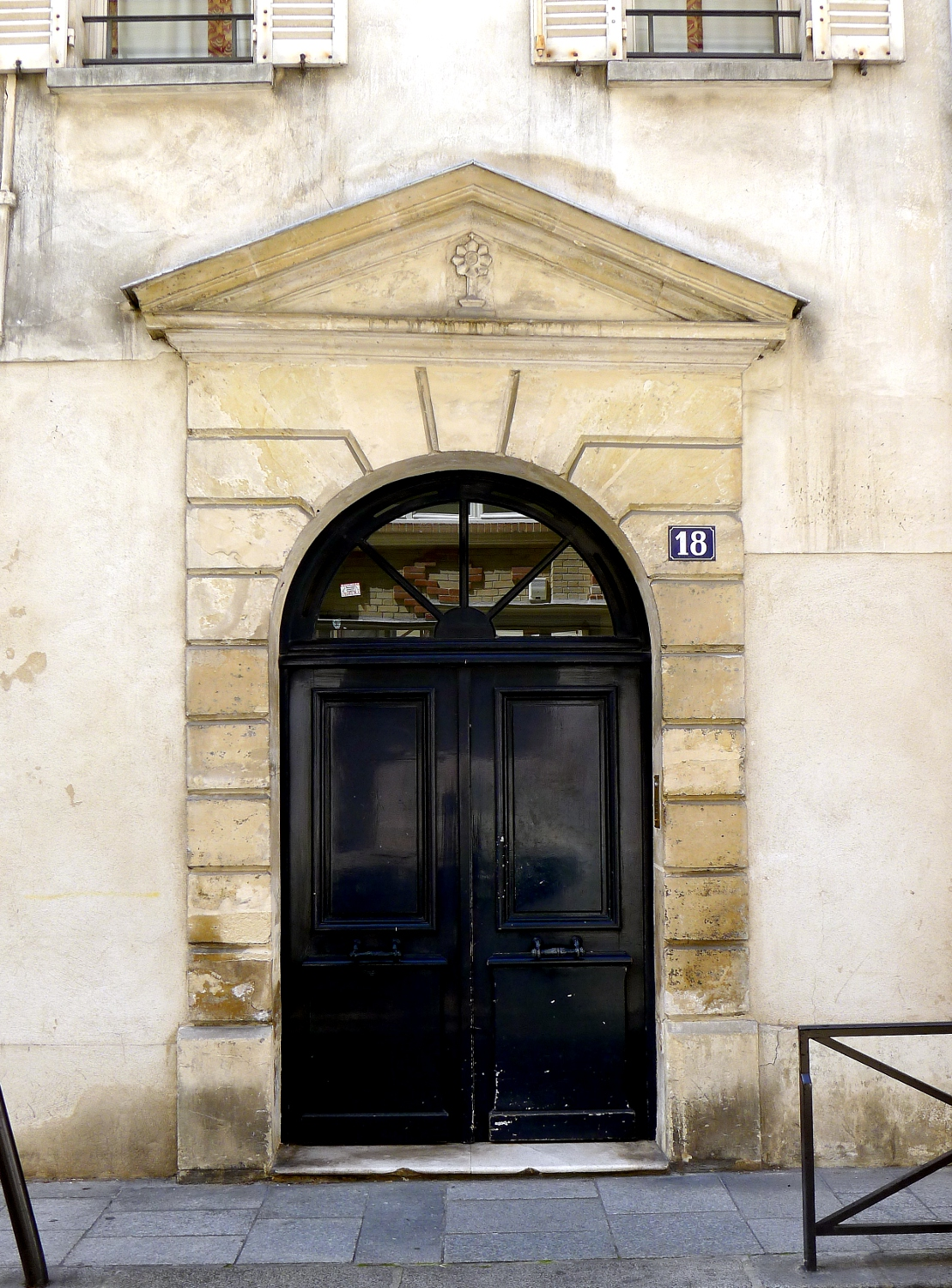
Portail du 18 rue Tournefort.
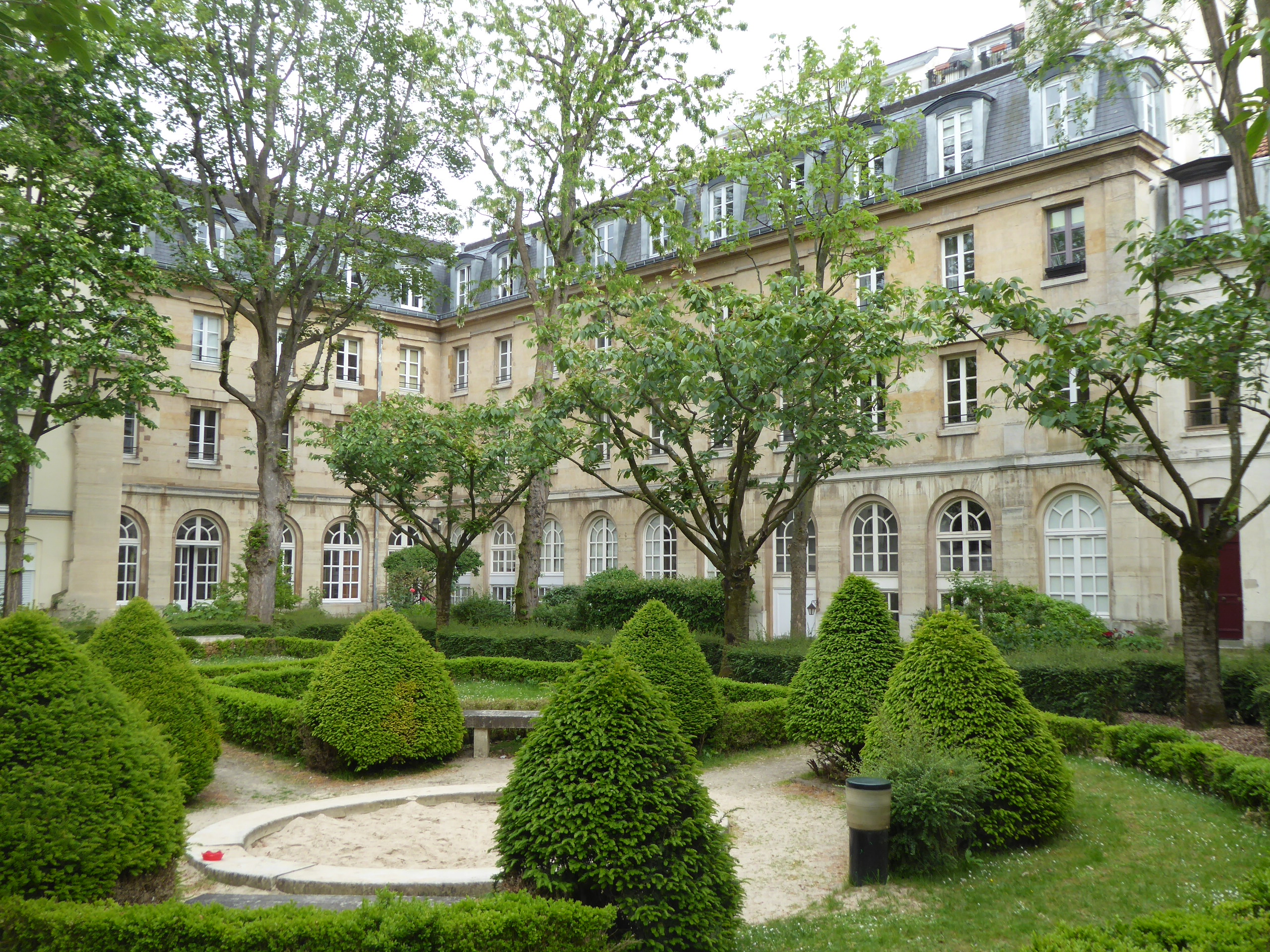
Cour intérieure de la Résidence du Panthéon.